# Platynoptera lyciformis
Platynoptera lyciformis là một loài bọ cánh cứng trong họ Cleridae. Loài này được Chevrolat miêu tả khoa học năm 1834.